# Tratado de Rhandeia

Mapa de la Guerra Romano-Parta (58-60)

El tratado de Rhandeia fue un tratado de paz celebrado entre el Imperio romano y el Imperio parto en la ciudad fronteriza de Rhandeia, en la actual Turquía en el año 63 d. C.. El tratado, que finalizó la guerra romano-parta de 58-63, estipuló que en adelante un príncipe parto de la dinastía arsácida se sentaría en el trono armenio, pero su nominación, o derecho de investidura, se le otorgaría al emperador de Roma. Aunque esto convertía a Armenia en un reino cliente, varias fuentes romanas contemporáneas pensaron que el emperador Nerón había cedido de facto Armenia al Imperio parto. Este compromiso entre Partia y Roma duró varias décadas, hasta el año 114, cuando Roma, bajo el emperador Trajano, tomó el control directo de la Armenia arsácida y lo incorporó a una provincia romana de corta duración que duró solo cuatro años; fue renunciado externamente bajo el sucesor de Trajano, Adriano en el año 118.
Sin embargo, la dinastía arsácida mantendría el trono armenio, aunque la mayoría de las veces como reyes clientes, hasta 428, cuando el reino fue dividido por los bizantinos y los sasánidas, y la parte oriental de Armenia se convirtió en una provincia de Sasania desde entonces gobernada por un marzban.